# Chan-jo Jun

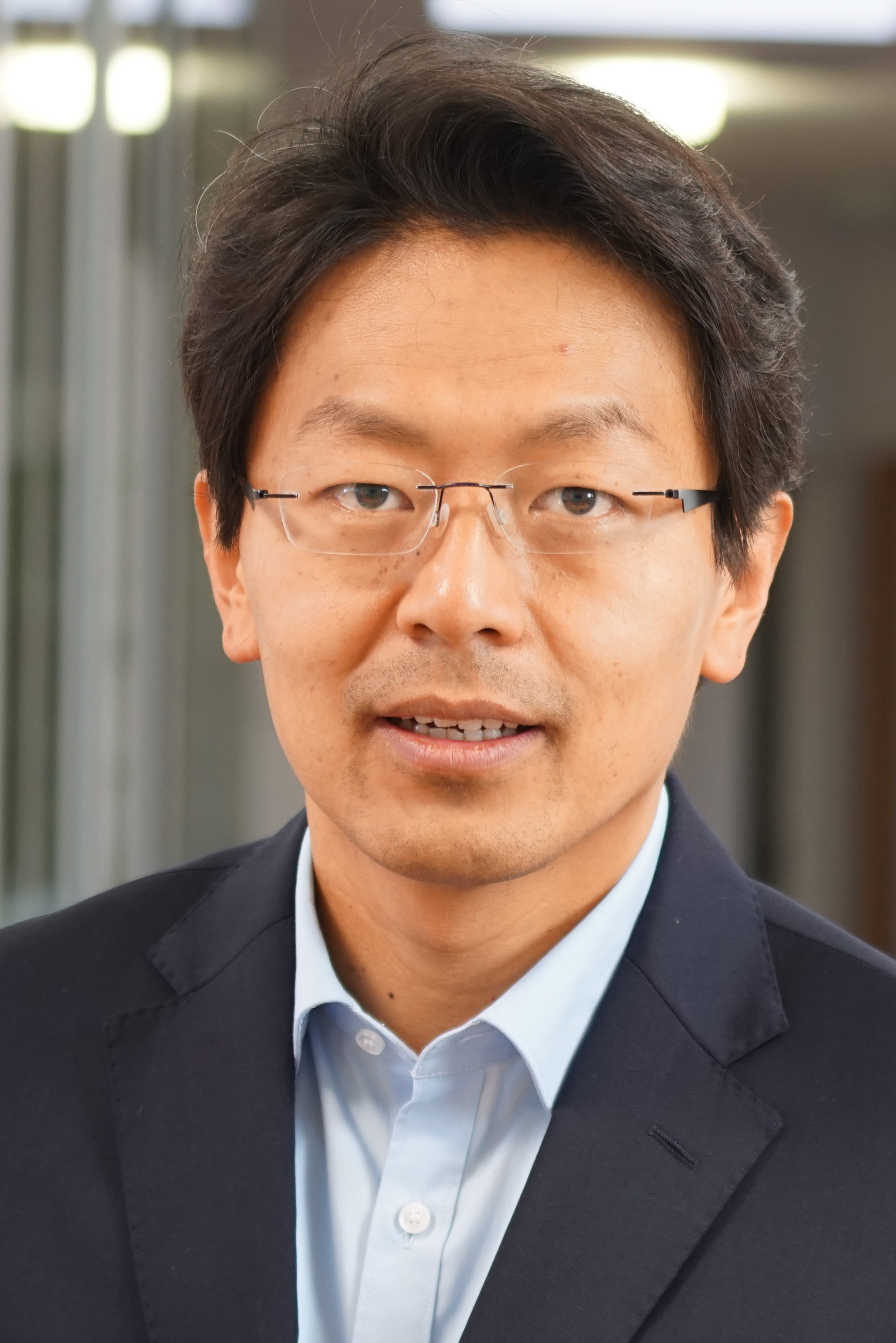
Chan-jo Jun

Chan-jo Jun (* 10. Mai 1974 in Verden) ist ein deutscher Rechtsanwalt.

## Leben
Jun wurde in der niedersächsischen Stadt Verden als Sohn südkoreanischer Einwanderer geboren. Seine Mutter war Krankenschwester und sein Vater verkaufte als fliegender Händler typisch koreanische Lebensmittel. Die Familie sprach zu Hause ausschließlich Deutsch. Koreanisch lernte Jun als Erwachsener in Abendkursen.
Im Alter von zehn Jahren zog er mit seiner Familie nach Würzburg und bestand 1993 am Matthias-Grünewald-Gymnasium das Abitur. Seine Eltern eröffneten den ersten Asia-Laden der Stadt und später ein Restaurant in der nahegelegenen Gemeinde Waldbüttelbrunn.
Jun studierte Jura an der Universität Würzburg. Er wollte eigentlich Journalist werden und arbeitete neben dem Studium für die regionale Tageszeitung Main-Post, entschied sich dann aber doch für eine Laufbahn als Rechtsanwalt. Nach dem Studium war er mehrere Jahre für die Unternehmensberatung McKinsey & Company tätig. 2001 gründete er die Würzburger Kanzlei JunIT. Die Kanzlei berät u. a. Software- und Automobilhersteller in IT-rechtlichen Fragestellungen und entwickelt Expertensysteme zur automatisierten Lösung von rechtlichen Problemen mittels Künstlicher Intelligenz.
Jun ist verheiratet.

## Tätigkeiten

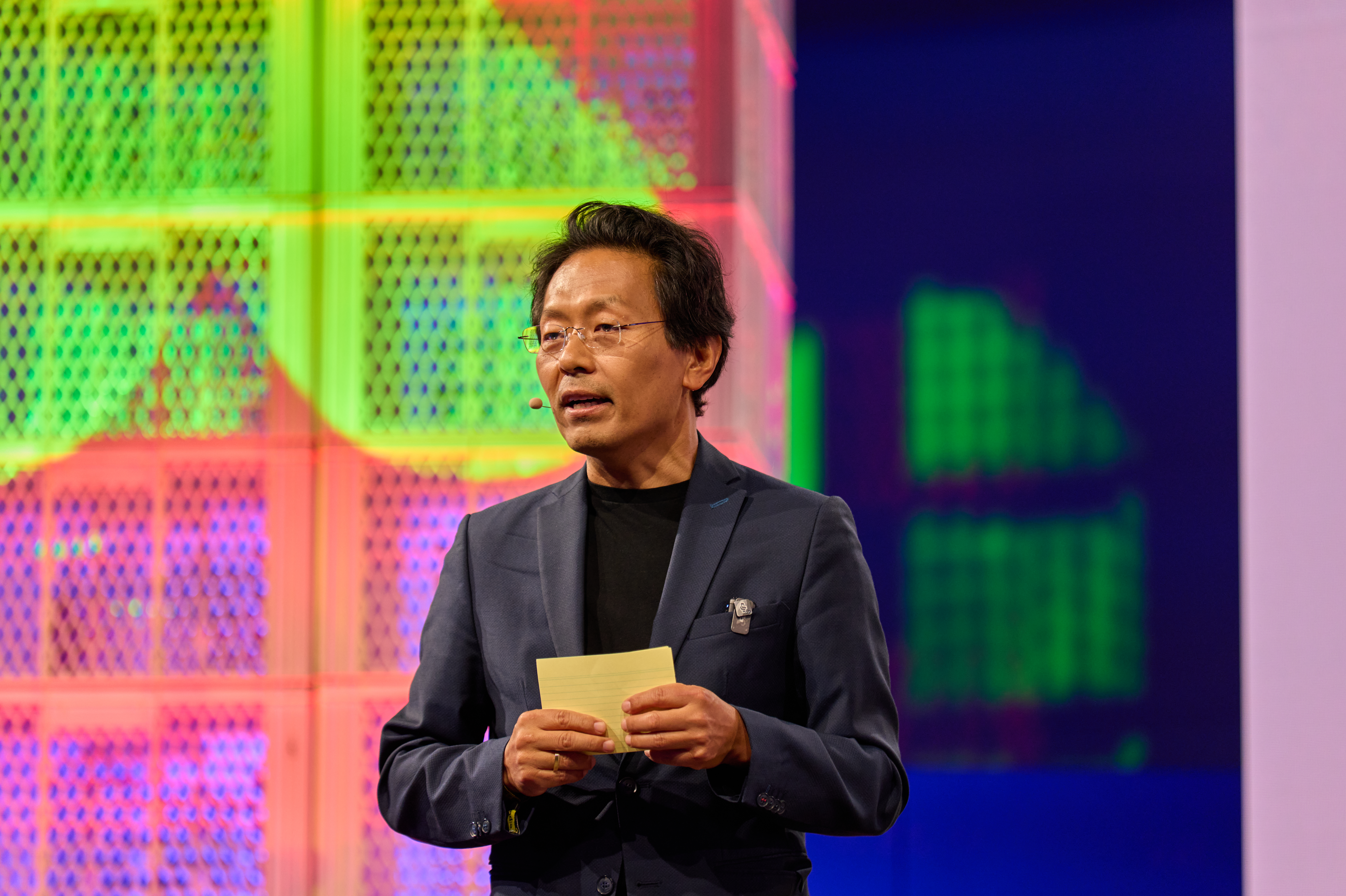
Vortrag auf der re:publica 2025

Im Jahr 2016 erregte Jun weltweite Aufmerksamkeit, als er Ermittlungsverfahren im Fall Anas Modamani gegen Facebook-CEO Mark Zuckerberg und weitere Top-Manager, darunter auch COO Sheryl Sandberg, wegen Beihilfe zur Volksverhetzung ins Rollen brachte. Ein Jahr später gelang es ihm, Facebook zum ersten Mal vor ein deutsches Gericht zu bringen. Das einstweilige Verfügungsverfahren, das Jun für den syrischen Geflüchteten wegen verleumderischer Inhalte auf dem sozialen Netzwerk anstrengte, scheiterte jedoch vor dem Landgericht Würzburg. Seither machte er im Kampf gegen Hate Speech mehrfach Schlagzeilen mit Gerichtsverfahren gegen internationale Social-Media-Plattformen. So erwirkte er in einer einstweiligen Verfügung am Landgericht Frankfurt am Main im Dezember 2022 im Fall des Antisemitismusbeauftragten für Baden-Württemberg, Michael Blume, dass der Kurznachrichtendienst Twitter illegale Inhalte nach Kenntnis dauerhaft entfernen und die Plattform nach „kerngleichen“ Inhalten absuchen muss. Twitter legte Berufung ein und gewann vor dem OLG Frankfurt im Juni 2024. Mit seinem Urteil gab das OLG der Berufung der Plattform Twitter (heute X) statt und wies das Unterlassungsbegehren des Antisemitismusbeauftragten in zweiter und im Eilverfahren letzter Instanz ab.
In einem ähnlichen Prozess wurde die Bundestagsabgeordnete Renate Künast von Jun gegen Meta vertreten.
Jun tritt regelmäßig in TV-Talkshows und Expertenrunden zum Thema Internetkriminalität und der Verbreitung von Fake News auf. 2022 erhielt er den mit 5.000 Euro dotierten Max-Dortu-Preis für Zivilcourage und gelebte Demokratie der Stadt Potsdam und den FACTS HEROES Award der gemeinnützigen Organisation „Der goldene Aluhut“. Ebenfalls 2022 erhielt er den 3. For..Net Media Award, den das TUM Center for Digital Public Services für herausragendes Engagement um die mediale Vermittlung der Digitalen Transformation verleiht.
Am 23. November 2022 wurde Jun auf Vorschlag der Fraktion der Grünen vom Bayerischen Landtag zu einem stellvertretenden nichtberufsrichterlichen Mitglied des Bayerischen Verfassungsgerichtshofs gewählt. Jun ist überdies Mitglied des Ausschusses für IT-Recht bei der Bundesrechtsanwaltskammer.
2023 wurde ihm der Bayerische Verfassungsorden verliehen.

## Herausgeberschaft
- mit Christian Galetzka, Yvonne Roßmann: Praxishandbuch Open Source: Technische und rechtliche Rahmenbedingungen für einen lizenzkonformen Einsatz von FOSS im Unternehmen. Fachmedien Recht und Wirtschaft in Deutscher Fachverlag GmbH, Frankfurt 2021, ISBN 978-3-8005-1763-3.